# Thomas Hunt Morgan

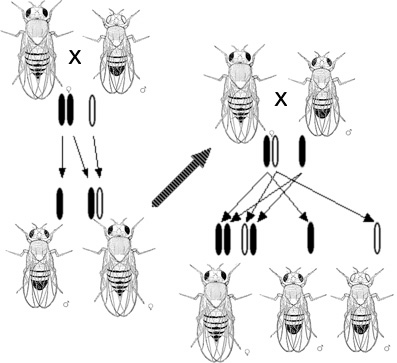
Transmisión del carácter "ojos blancos" en D. melanogaster

Thomas Hunt Morgan (Lexington, Kentucky; 25 de septiembre de 1866 - Pasadena, California; 4 de diciembre de 1945) fue un genetista estadounidense. Estudió la historia natural, zoología, y macromutación en la mosca de la fruta Drosophila melanogaster.
Sus contribuciones científicas más importantes fueron en el campo de la Genética. Fue galardonado con el Premio Nobel de Fisiología y Medicina en 1933 por la demostración de que los cromosomas son portadores de los genes, lo que se conoce como la teoría cromosómica de Sutton y Boveri. Gracias a su trabajo, Drosophila melanogaster se convirtió en uno de los principales organismos modelo en Genética.

## Biografía
Morgan nació en Lexington (Kentucky) el 25 de septiembre de 1866 , hijo de Charlton Hunt Morgan y Ellen Key Howard, y sobrino del general confederado John Hunt Morgan.Tuvo una juventud dura según Carl Phomson en su libro la vida de la Biología 4.
Morgan se graduó en la Universidad de Kentucky en 1886. Recibió el doctorado de la Universidad Johns Hopkins en 1890. Siguiendo los pasos de William E. Castle, comenzó a trabajar en el desarrollo embrionario de Drosophila melanogaster (la mosca de la fruta) en la Universidad de Columbia, donde se interesó por el problema de la herencia. Las teorías de Gregor Mendel acababan de ser redescubiertas en 1900 y Morgan estaba interesado en estudiar su aplicación a los animales.
En 1910, descubrió un mutante de ojos blancos entre individuos de estirpe silvestre de ojos rojos. La progenie del cruzamiento de un macho de ojos blancos con una hembra de ojos rojos presentó ojos rojos, lo que indicaba que el carácter "ojos blancos" era recesivo. Morgan denominó white al gen correspondiente, iniciando así la tradición de nombrar a los genes según el fenotipo causado por sus alelos mutantes. Al cruzar estas moscas entre sí, Morgan se percató de que sólo los machos mostraban el carácter "ojos blancos". De sus experimentos, concluyó que (1) algunos caracteres se heredan ligados al sexo,(2) que el gen responsable del carácter residía en el cromosoma X, y que (3) probablemente otros genes también residían en cromosomas específicos. Él y sus estudiantes contaron las características de miles de moscas y estudiaron su herencia. Empleando la recombinación de los cromosomas, Morgan y Alfred Sturtevant prepararon un mapa con la localización de los genes en el cromosoma. Morgan y sus estudiantes también escribieron el libro Mechanisms of Mendelian Heredity. Morgan se trasladó a CalTech en 1928. Morgan murió el 4 de diciembre de 1945 en Pasadena, California.

## Obra

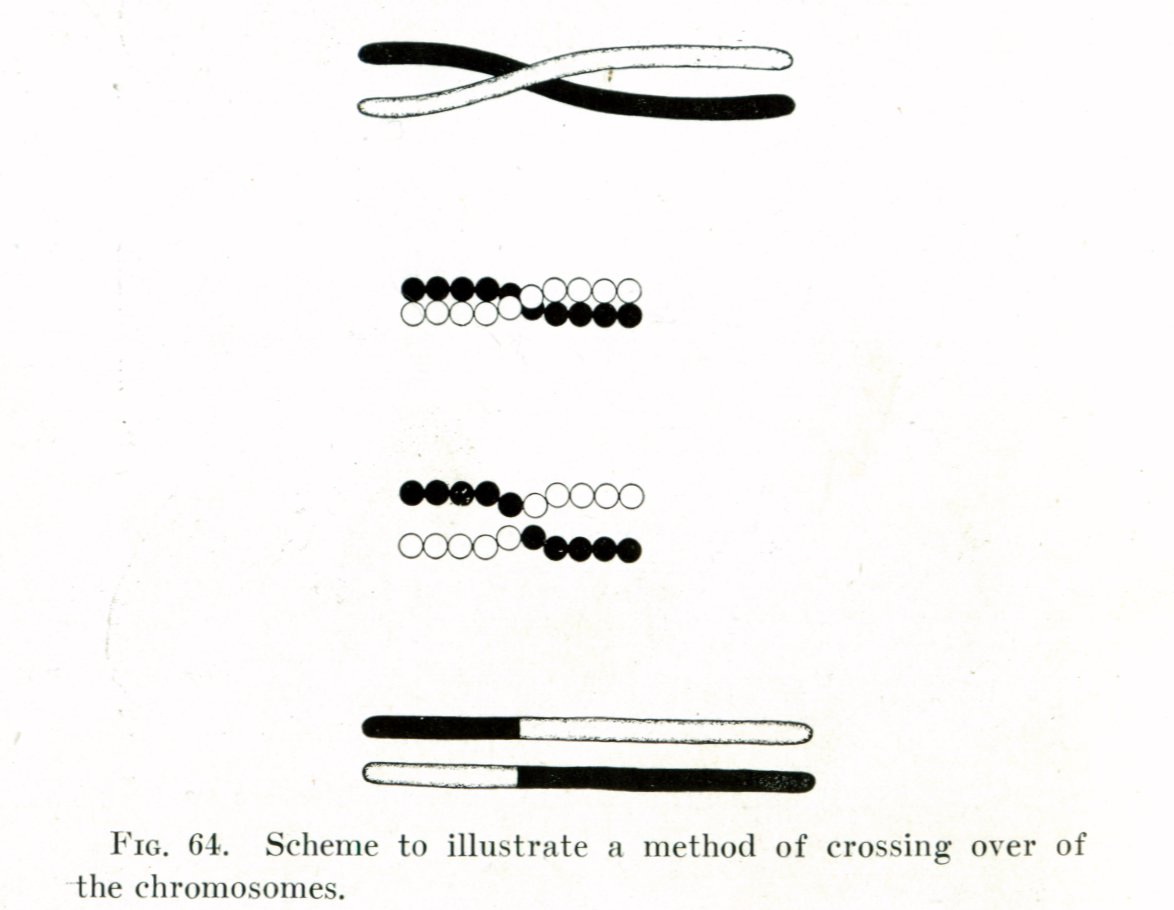
Ilustración de Thomas Hunt Morgan de la recombinación genética (1916).

En Mechanisms of Mendelian Heredity Morgan se opuso radicalmente a la herencia citoplasmática, estableciendo la recombinación genética como el mecanismo evolutivo fundamental.

## Legado
El legado de Morgan a la Genética es muy importante. Algunos de los estudiantes de Morgan en Columbia y CalTech ganaron sus propios Premios Nobel, como George Wells Beadle, Edward B. Lewis y Hermann Joseph Muller. En honor de Morgan, la Genetics Society of America concede anualmente la Medalla "Thomas Hunt Morgan" para premiar las contribuciones significativas a la ciencia de la Genética. Eric Kandel, galardonado con el Premio Nobel, ha escrito sobre Morgan: "Así como las ideas de Darwin sobre la evolución de las especies dieron coherencia a la Biología del siglo XIX como ciencia descriptiva, los hallazgos de Morgan sobre los genes y su localización en los cromosomas ayudaron a convertir la Biología en una ciencia experimental." La unidad de frecuencia de recombinación usada en cartografía genética, se denomina centiMorgan en su honor.
En el laboratorio de Morgan en la Universidad de Columbia realizó una larga y fructífera estancia José Fernández Nonídez. Nonídez fue uno de los pioneros españoles de la Genética, y difundió la teoría cromosómica de la herencia en España.

## Trabajos
Se reconoció la presencia de los cromosomas sexuales y de lo que se conoce en genética como “herencia ligada al sexo”. Demostró que los factores mendelianos (los genes) se disponían de forma lineal sobre los cromosomas. Los experimentos realizados por Morgan y colaboradores revelaron también la base genética de la determinación del sexo. Morgan continuó sus experimentos y se demostró en su "Teoría de los genes" que los genes se encuentran juntos en diferentes grupos de emparejamiento, y que los alelos (pares de genes que afectan al mismo carácter) se intercambian o entrecruzan dentro del mismo grupo.

## Experimentos
'Experimentos de cruzar hechos por Morgan, ilustrando el enlace-X herencia de una mutación 
Thomas Hunt Morgan trabajó intensamente en un programa de reproducción y cruce de miles de moscas de la fruta en la Universidad de Nueva York en un cuarto que pasó a llamarse el Cuarto de la Mosca. Intentó hacer mutar las moscas con diversos medios (rayos X, centrifugadoras, etc).
La mosca de la fruta la cual posee 4 pares de cromosomas. Uno de esos pares se identificó como conteniendo cromosomas sexuales X e Y. Aplicó los principios mendelianos en las moscas. El estudio de herencia realizado por Morgan demostró la herencia ligada al sexo, y es una de las primeras evidencias que confirman la teoría cromosómica de la herencia basada en el cruzamiento.
En 1909, Morgan observó una mosca de la fruta ("Drosophila melanogaster") con una mutación extraña a la que llamó “ojos blancos”, debido precisamente a la coloración de sus ojos (contraria a la normal, que es roja). Analizando esta mosca al microscopio Morgan descubrió que era un macho, y decidió usarlo como semental para así poder observar cómo iría pasando de generación en generación la nueva característica de ojos blancos.
Toda la descendencia de esta cruza resultó tener los ojos rojos, lo cual hizo sospechar a Morgan que algo raro había ocurrido, pues el color de los ojos del padre no podía haber desaparecido. Decidió entonces tomar a un par “hijas moscas” y cruzarlas entre sí, simplemente para ver que pasaba. La sorpresa de Morgan fue muy grande, al observar que entre las moscas “nietas” solo los machos presentaban ojos blancos.
El problema entonces fue explicar qué había ocurrido durante la transmisión hereditaria para que el color de los ojos blancos sólo lo poseyeran los machos.
.